# Somines
Somines es una entidad singular de población, con la categoría histórica de lugar, perteneciente al concejo de Grado, en el Principado de Asturias (España). Se enmarca dentro de la parroquia de Gurullés y alberga una población de 40 habitantes (INE 2009).
Situado en la divisoria entre el río Sama y el arroyo La Porra. Mantiene una estrecha relación con el lugar de Nalío, perteneciente a la parroquia de Báscones, con el que comparte el edificio de las antiguas escuelas públicas desde el año 1900 aproximadamente[cita requerida] y la asociación sociocultural SONA desde 2003[cita requerida].
Posee una capilla dedicada a San Bartolomé, y se celebra con oficio religioso la festividad el 24 de agosto.[cita requerida]